# رامون زابالو
رامون زابالو زوبياور (بالإسبانية: Ramón Zabalo) (10 يونيو 1910 – 2 يناير 1967) لاعب كرة قدم إسباني راحل كان يجيد اللعب في خط الدفاع .
لعب طوال مسيرته الرياضية في أندية برشلونة (1929-1937) راسينغ باريس (1937-1944) برشلونة (1944-1945).
مثل منتخب إسبانيا في 11 مباراة (1931-1936). شارك مع منتخب إسبانيا في بطولة كأس العالم 1934 في إيطاليا حيث خرج من الدور الربع النهائي.

## وصلات خارجية
- رامون زابالو على موقع قاعدة بيانات كرة القدم.إي يو (الإنجليزية)
- رامون زابالو على موقع ناشيونال فوتبول تيمز (الإنجليزية)

- سيرة ذاتية